# Storia di Haiti

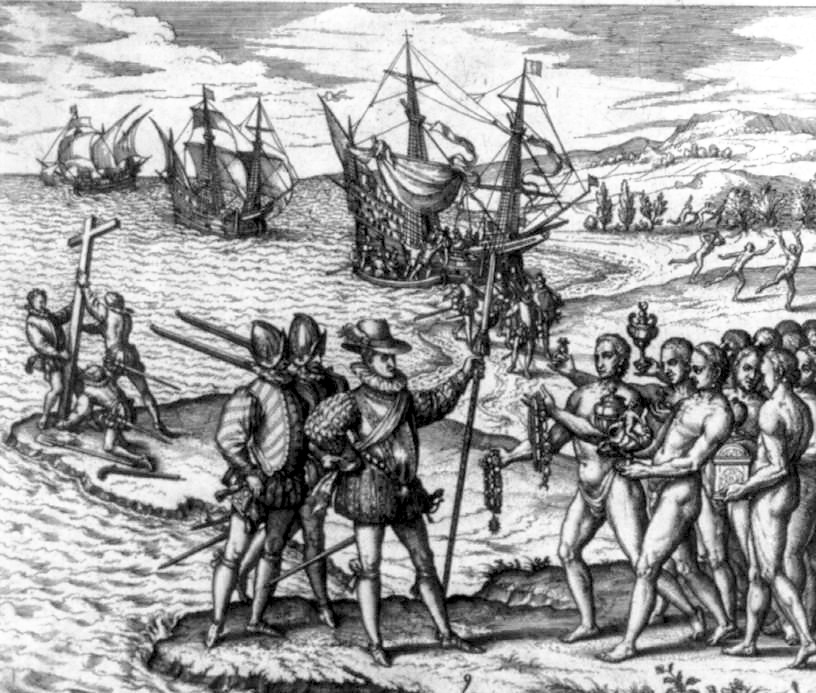
Cristoforo Colombo sbarca sull'isola di Hispaniola nel 1492.

La storia di Haiti è qui trattata a partire dalla preistoria, sebbene il Paese abbia assunto il nome Haiti solo nel 1801: i termini Haiti o haitiano vengono adottati anche per le epoche precedenti per riferirsi al territorio del presente Stato e ai suoi abitanti.

## I primi abitanti di Haiti
I primi abitanti dell'isola, attualmente divisa in Haiti e Repubblica Dominicana, giunsero sulle spiagge locali probabilmente attorno al 7000 a.C. Questi erano probabilmente originari della Florida o dello Yucatán. Si trattava di cacciatori, raccoglitori e pescatori, che indubbiamente erano anche abili navigatori. In seguito arrivarono dal Sudamerica popolazioni più avanzate, che conoscevano la ceramica e l'agricoltura, sostanzialmente di origini arahuaco. Questo gruppo costruì una società prospera molto ben organizzata. All'arrivo degli europei, l'isola era divisa nei cosiddetti Cacicazgos de Quisqueya. La popolazione totale dell'isola, al primo contatto con gli europei, è oggetto di stime molto differenti. Alcune fonti stimano la popolazione in centinaia di migliaia, altri di milioni. Nella sua Brevísima relación de la destrucción de las Indias, Fray Bartolomé de las Casas stimò la popolazione in tre milioni, mentre Williams Bastidas menziona la cifra di due milioni. Queste stime, fatte poco dopo la colonizzazione, sono considerate esagerate per molti studiosi, mentre altri le considerano addirittura esigue.

## La conquista spagnola e lo sterminio degli indigeni
L'arrivo di Cristoforo Colombo avvenne durante il suo primo viaggio alla scoperta dell'America quando il celebre navigatore toccò terra il 5 dicembre 1492. Parte dell'equipaggio rimase sull'isola dove costruì un piccolo forte nella parte settentrionale (attuale Haiti) ed al quale fu dato il nome di "La Navidad". Nel secondo viaggio Cristoforo Colombo scoprì che i marinai che aveva lasciato al presidio erano stati uccisi dagli abitanti dell'isola.
Cristoforo Colombo continuò il suo viaggio e per molti degli anni a venire non tornò sull'isola. La popolazione locale fu schiavizzata per lavorare nelle piantagioni e nelle miniere. Si succedettero vari tentativi di ribellioni alle quali seguirono repressioni brutali da parte degli spagnoli. L'introduzione delle malattie europee, per le quali gli indigeni non avevano difese immunitarie, unita a carestie, uccisioni e alle terribili condizioni degli indigeni schiavizzati, condusse ad un sensibile abbassamento della popolazione che nel 1506 essa non superava i 60.000 abitanti, includendo la popolazione europea; gli indigeni si poterono considerare virtualmente estinti in loco dal 1540. La cultura indigena fu totalmente abbandonata e i sopravvissuti si mescolarono agli europei.
Durante i primi anni la colonia visse il suo apogeo, ma con la conquista spagnola del continente americano (fondamentali le espansioni in Messico e Perù), la colonia entrò in una grande decadenza, e in particolare la parte occidentale dell'isola fu progressivamente abbandonata.

## Il dominio francese (Saint-Domingue)

### La cessione della parte occidentale alla Francia
La piccola isola di Tortuga, vicino alle coste nord dell'isola fu base delle operazioni di saccheggio dalle isole vicine da parte dei pirati associati nella Hermandad Hermanos de la Costa che si dividevano in filibustieri, che si curavano della cattura e i bucanieri, normalmente francesi, che si dedicavano allo sterminio della popolazione locale e al saccheggio delle loro proprietà. Guidati da Levasseur, questi ultimi avevano fortificato l'isola e si erano posti sotto il protettorato di Luigi XIII di Francia.
Nel 1652 i pirati saccheggiarono San Juan de los Remedios, a Cuba, e le autorità di Santo Domingo decisero di cacciarli definitivamente. A partire da questo momento i francesi cominciarono a colonizzare la parte occidentale dell'isola. Nel 1697 il trattato di Ryswick formalizzò la cessione di questa zona dalla Spagna alla Francia. La parte francese prese il nome di Saint-Domingue.

## Il sistema delle piantagioni
L'isola si trasformò rapidamente nella principale colonia francese nei Caraibi, e probabilmente la più ricca del mondo, grazie alla proliferazione delle piantagioni di zucchero, caffè e altri prodotti altamente redditizzi nel commercio. Il sistema delle piantagioni era basato sulla grande quantità di schiavi, che, vivendo e lavorando in penose condizioni, morivano rapidamente il che obbligava a massicce importazioni di nuovi schiavi. La società si organizzava in differenti gruppi basati sulla purezza razziale e sul potere economico.

### I grandi bianchi
Questo gruppo detto dei grand blanc era formato dai funzionari del governo francese e dai proprietari delle grandi piantagioni dell'isola. Questi si trovavano in cima alla piramide della società coloniale, e furono anche noti come la borghesia coloniale schiavista.

### I piccoli bianchi
Questo gruppo dei petit blanc era formato da bianchi che non possedevano latifondi, ma lavoravano nel commercio e nell'artigianato. Era un gruppo in conflitto che non aveva molte differenze rispetto ai mulatti che consideravano inferiori ma che a volte erano più ricchi.

### I mulatti e i neri liberi
I mulatti ed i neri liberi erano un gruppo molto eterogeneo. Spesso questi volevano emulare la vita e gli usi dei francesi. I suoi esponenti calcolavano la quantità precisa di sangue negro che possedevano in maniera che quelli che ne possedevano di meno si trovassero a un livello sociale più alto. Questa classificazione era così precisa che aveva 32 livelli di colori di pelle differenti con relativi nomi.

### Gli schiavi
Il numero degli schiavi superava quello dei bianchi in una proporzione di 20 a 1, di cui circa l'80% lavorava nelle piantagioni. Avevano origini molto differenti e appartenevano a differenti etnie con usi e lingue diverse. Questo contribuirà, unitamente al traffico continuo, alla morte, alle malattie ed alla fuga, alla nascita di una lingua originatasi dalla fusione di diverse lingue africane. Oggi la lingua del popolo haitiano è il creolo haitiano, risultato di questa miscela.

### I cimarroni
I cimarroni (maroons in inglese) erano gli schiavi scappati dai loro padroni e che molte volte si rifugiavano nelle montagne, stando da soli e formando piccole comunità. Anche se piccolo, il gruppo era fondamentale in quanto viveva intorno alle piantagioni per provvedere ai propri bisogni e istigava gli schiavi a ribellarsi. Tra il 1751 e il 1758, Mackandal, un cimarrone nato in Africa, nonostante avesse perso un braccio durante un lavoro in una piantagione di zucchero, scappò sulle montagne, da dove attaccava frequentemente le piantagioni, uccidendo i bianchi, molte volte con l'aiuto di veleni e incoraggiando i neri a sollevarsi. Alla fine fu catturato e giustiziato ma la sua memoria, specialmente per le sue tattiche, esercitò una grande influenza sui fatti che seguirono.
Nel 1749 viene fondata l'attuale capitale Port-au-Prince, con il nome de L´Hôpital. Quando la Francia appoggiò le colonie americane contro la Gran Bretagna, un forte contingente da Saint-Domingue combatté insieme alle truppe francesi nel territorio degli attuali Stati Uniti. Questo fatto sarebbe stato molto importante per gli eventi futuri.

## La Rivoluzione haitiana

Toussaint Louverture viene considerato il padre della nazione haitiana

La Rivoluzione francese dell'11 settembre 1789 ebbe un forte impatto verso la società razzista e schiavista della colonia. Inizialmente l'uguaglianza degli uomini proclamata durante la rivoluzione non si applicava agli schiavi, né ai mulatti né ai neri liberi. Le lotte interne tra monarchici, girondini, giacobini e altri, e le lotte verso le altre nazioni, si sommarono alla già forte contraddizione della società coloniale. I fatti avvenuti in Francia ebbero dei riflessi sulla colonia. Tutto con un certo ritardo a causa della lentezza delle comunicazioni.

### La prima tappa della rivoluzione
La crisi politica della colonia francese cominciò dalla vetta della piramide sociale: i grandi bianchi. La borghesia coloniale schiavista era divisa in due gruppi: una formata dai grandi proprietari terrieri e commercianti, l'altra dalla burocrazia (cioè i grandi funzionari civili e militari). I grandi proprietari terrieri e commercianti volevano la secessione dalla madrepatria francese, ma i secondi si opponevano. Le ragioni per separarsi o no, erano esclusivamente economiche: i grandi bianchi volevano l'indipendenza della colonia perché la Francia proibiva il commercio con gli altri paesi, specialmente con gli Stati Uniti d'America; per le perdite conseguite con le guerre europee e perché volevano controllare il commercio degli schiavi neri. Al contrario, i funzionari rimanevano fedeli alla Francia che pagava loro gli stipendi.

### La Società degli Amici dei Neri
Fondata prima della Rivoluzione, nel 1788 scrisse un'importante carta sull'abolizione della schiavitù. Essa era formata da un gruppo abbastanza eterogeneo motivato da ideologie e interessi diversi che volevano porre fine alla schiavitù. Il suo raggio d'azione fu la Francia, anche se in generale, ebbe una forte influenza sugli eventi della colonia. Le loro attività causarono timore e diffidenza tra i proprietari degli schiavi visto che incoraggiò l'uguaglianza dei mulatti e dei neri.

### La protesta dei mulatti e la tensione tra i bianchi
Nella notte del 28 ottobre 1790 un gruppo di 350 mulatti guidati da Vincent Ogé e da Chavannes, manifestarono di fronte all'Assemblea di Port-au-Prince esigendo uguali diritti per mulatti e neri. La manifestazione fu rapidamente e duramente repressa. I leader riuscirono a scappare a Santo Domingo, però dopo essere stati ripresi dagli spagnoli, furono condannati alla tortura e ad un'esecuzione pubblica. In Francia, a seguito delle notizie provenienti dalla colonia, si decise di concedere la cittadinanza a un numero molto ridotto di mulatti ricchi, e questo aumentò la tensione in quanto la situazione non soddisfaceva né i mulatti né i bianchi. La tensione salì anche tra i piccoli bianchi auto-denominatosi patrioti e i grandi bianchi (favorevoli a un'indipendenza che garantisse la continuità della schiavitù).

### La ribellione degli schiavi
Tutte queste tensioni non rimasero estranee alla comunità degli schiavi che videro in essa l'occasione per tentare di liberarsi. Il 14 agosto 1791 si svolse a Bois-Cayman una cerimonia del sacerdote vudù Dutty Boukman e per molti questo fu l'inizio della Rivoluzione Haitiana. Il 22 agosto 1791 esplode la ribellione nel nord. Guidati da Boukman decine di migliaia di schiavi si sollevarono. Non solo uccisero molti bianchi ma distrussero le tenute agricole, che rappresentavano lo strumento dell'oppressione. Boukman morì a novembre e la sua testa fu esibita a Le Cap, ma la lotta e lo stato di assedio non si fermarono.

### L'abolizione della schiavitù
Il 4 aprile 1792 l'Assemblea Generale Francese concesse la cittadinanza ai maroons. Per la mediazione furono inviati tre commissari, dei quali i più importanti erano Léger-Félicité Sonthonax e Etienne Polverel, accompagnati da una forza di 6000 uomini, che arrivarono a Hispaniola nel 1792. La mediazione si scontrò con la forte opposizione dei bianchi. Per sconfiggerli Sonthonax ricorse ai mulatti, e con l'aiuto di questi e con le truppe riuscì a tenere sotto controllo sia i bianchi sia gli schiavi. Però nel febbraio del 1793 si ebbero due importanti eventi: la Francia dichiarò guerra alla Gran Bretagna e il re Luigi XVI fu giustiziato (in gennaio) dando inizio alla Repubblica. Immediate furono le conseguenze nella colonia. I realisti e il generale francese Galbaud, capo delle forze a Le Cap si sollevarono. Per sconfiggerli Sonthonax non ricorse solo ai mulatti ma riunì una forza di 10000 schiavi ai quali venne concessa la libertà. Essi riuscirono a sconfiggere e cacciare Galbaud, ma la liberazione di un così grande numero di schiavi irritò i mulatti schiavisti. Privato del suo principale appoggio ed essendo imminente l'invasione inglese, Sonthonax cercò l'appoggio dei neri per i quali il 29 agosto del 1793 decretò l'emancipazione generale nel nord di Saint-Domingue, emancipazione che poi fu estesa a tutta la colonia. Il 4 febbraio del 1794 la Convenzione Nazionale Francese dichiarò abolita la schiavitù.

### La guerra contro Gran Bretagna e Spagna
Gran Bretagna e Spagna videro nella ricca colonia di Saint-Dominigue un appetitoso bottino oltre che l'opportunità di privare la Francia di una delle sue maggiori fonti di risorse. In particolare la Gran Bretagna inviò nel 1794 una spedizione la cui consistenza numerica è incerta, probabilmente varie decine di migliaia, che occupò Port-au-Prince e altri centri costieri. La Spagna, invece, tentò di guadagnarsi la simpatia degli schiavi promettendo la liberazione, e attaccò la colonia dalla parte spagnola dell'isola. I principali capi della ribellione degli schiavi passarono a combattere per la Spagna. La parte francese dell'isola risultò occupata sia dalla Marina britannica sia dalle truppe spagnole a cui si unirono molti realisti francesi bianchi. Le forze francesi furono sconfitte nelle zone costiere dagli inglesi e in gran parte dell'interno dagli spagnoli.

### Toussaint Louverture
Il 5 maggio 1794, Toussaint Louverture, liberatore haitiano che dal 1791 era passato agli spagnoli, influenzato dai commissari e dal generale in capo Etienne Laveaux, si unì ai francesi. L'esercito che stava al suo comando, nel quale vi erano soldati neri, mulatti e alcuni bianchi, attaccò i suoi antichi alleati e prese una dozzina di città. In un anno, e grazie alla sua abilità, ricacciò gli spagnoli fino agli estremi orientali dell'isola e sconfisse i suoi vecchi capi che erano rimasti leali alla Spagna. Nel marzo del 1796, salvò Laveaux, che aveva avuto dei problemi durante una ribellione di mulatti a Cap-Français.
Invece la lotta contro i britannici risultò più complicata. Toussaint non li poté scacciare né al nord né all'ovest. Nel sud il generale mulatto André Rigaud riuscì solo a contenerli. Il ritorno di Sonthonax come commissario civile nel maggio del 1796 limitò l'ambizione di Toussaint che voleva diventare l'unico dirigente. Tuttavia riuscì a far eleggere deputati Laveaux e Sonthonax e così tornarono nella capitale.
Grazie alle armi arrivate con la commissione del 1796 Louverture aveva un esercito di 51 000 soldati (tra di loro 3000 bianchi). Riprese la lotta contro i britannici e riportò diverse vittorie, anche se nessuna di esse fu decisiva. Stanchi di questa resistenza, sia per le battaglie che per le malattie, prima di un possibile contrattacco di Touissant dalla Giamaica, e con poche possibilità di vittoria, i britannici decisero di negoziare. Louverture riuscì a separare dalle trattative l'ultimo generale civile Julien Raimond e l'ultimo generale in capo Hédouville, arrivati nel marzo del 1798. Per sbarazzarsi di Hédouville, Louverture coinvolse i neri del nord che il 16 ottobre 1798 si ribellarono al generale, che aveva imposto il disarmo dei neri, il che obbligò Hédouville a riparare immediatamente in Francia insieme a numerosi bianchi. Il 31 agosto 1798, i britannici lasciarono l'isola de Hispaniola.
Una volta libero dal controllo francese, Louverture si rivolse al capo dei mulatti, Rigaud. Louverture, assecondato dai generali Jean-Jacques Dessalines e Henri Christophe, approfittò di un incidente per provocare Rigaud il quale diede inizio alle ostilità nel giugno del 1799 con la Guerra de los Cuchillos. A cominciare da novembre la fazione mulatta si posizionò nel porto strategicamente importante di Jacmel, nella costa meridionale. Alexandre Sábes, chiamato Pétion, cominciò la difesa, e Jean Jacques Dessalines diresse l'assalto. La caduta di Jacmel nel marzo del 1800 pose fine alla rivolta e Rigaud e Pétion, insieme ad altri dirigenti, andarono in esilio in Francia.
Touissant sconfisse le truppe dei suoi nemici dopo una sanguinosa guerra.
Desideroso di ristabilire l'economia del paese, Louverture pubblico il 12 ottobre 1800 una serie di leggi sulle colture che obbligava i neri ai lavori forzati nelle coltivazioni, per cui si generò un forte malcontento. Alla fine di ottobre i neri del Nord si ribellarono e decapitarono molti bianchi. In pochi giorni, Toussaint disperse i ribelli e ordinò di fucilare 13 leader, tra i quali stava suo nipote, il generale Moise. Per ottenere l'appoggio dei bianchi decretò il cattolicesimo come religione di Stato.
Con questi eventi si liberò dai suoi nemici interni e dalle autorità francesi, anche se mai proclamò l'indipendenza. Nel gennaio del 1801 invase la parte spagnola dell'isola (che nel 1795 fu ceduta alla Francia con il Trattato di Basilea) e l'annesse, liberando gli schiavi. Il 9 maggio dello stesso anno, propone un progetto per una nuova Costituzione, per il quale la colonia, anche se si proclamava parte integrante della Francia, sarebbe riuscita a garantirsi l'autogoverno. La Costituzione fu respinta da Napoleone Bonaparte, che decise di inviare una spedizione per riconquistare l'isola e ripristinare la schiavitù.

### La spedizione militare francese del 1802
Napoleone aveva il desiderio di stabilire un grande impero coloniale in America per il quale comprò dalla Spagna l'enorme territorio della Louisiana, da secoli conteso tra Spagna e Francia e ora voleva recuperare il controllo totale della sua principale colonia: Saint-Domingue. Nel gennaio 1802 una grande spedizione militare di 24 000 uomini, al comando del cognato di Napoleone, il generale Victor Emanuel Leclerc, arrivò ad Haiti, facendo in un primo momento agli abitanti di Haiti false promesse di non reintrodurre la schiavitù e di rispettare i gradi militari degli haitiani. In questa spedizione tornarono Rigaud e Pétion, i leader mulatti esiliati da Louverture. I francesi governarono anche la parte orientale di Hispaniola per un periodo di sei anni fino a quanto non furono espulsi da un gruppo di dominicani sotto il comando di Juan Sánchez Ramírez che ricondussero la parte orientale dell'isola sotto il dominio spagnolo.
Però Louverture, con una parte della popolazione haitiana, non si lasciò ingannare. Si rifugiò in una posizione più sicura, seguendo la tattica della terra bruciata e firmò un patto di amicizia con la Gran Bretagna. Cristophe incendiò Le Cap prima dell'arrivo degli invasori. Port-de-Paix, Saint-Marc e Gonaïves corsero lo stesso rischio. Il generale Maurepas si arrese a Port-de-Paix. Toussaint stesso fu sconfitto a Ravine-à-Couleuvres e Dessalines a Port-de-Paix. Leclerc intuì i piani di Toussaint e ordinò la marcia delle sue truppe contro Les Cayes, che stava a Crète-à-Pierrot, dove si svolse, dall'11 marzo al 24 marzo, la battaglia più grande della storia haitiana. Nella parte spagnola dell'isola vi fu appena una leggera resistenza, però nella città di Santo Domingo, il governatore haitiano, generale Paul Louverture, non volle arrendersi, contro il desiderio dei dominicani, che si erano alleati con i francesi, che dopo una strenua lotta presero la piazza.
Il 2 maggio 1802, Toussaint offrì la sua capitolazione in cambio della libertà e dell'integrazione del suo esercito in quello francese. Le promesse non furono rispettate e fu reintrodotta la schiavitù come nelle altre colonie e, grazie a un inganno, con la cattura il 7 giugno di Louverture che si era ritirato in una fattoria e fu inviato in Francia (Fort de Joug), dove morì in carcere. Questo tentativo di privare gli haitiani del loro leader risultò un fallimento perché i militari haitiani, abituati a combattere contro inglesi e spagnoli, intuirono che avrebbero seguito la stessa sorte e si ribellarono.
L'arresto di Toussaint, seguito da un ordine di disarmo generale della popolazione, esaltò gli spiriti, e Charles Belair si proclamò generale in capo dei ribelli. Il generale Dessalines (passato ai francesi) ottenne l'autorizzazione da Leclerc per combatterlo, e lo prese in un'imboscata. Giudicato davanti a un Consiglio di guerra, Belair fu fucilato.

### Tappe
La lotta per l'indipendenza in Haiti si sviluppa in varie tappe. Nella prima tappa i grandi proprietari terrieri, gli schiavi, i commercianti e i bianchi poveri (chiamati piccoli bianchi) si unirono nel movimento rivoluzionario che si stava costituendo nella metropoli e formarono un'assemblea locale, che rivendicava la fine della colonizzazione. Nella seconda tappa i mulatti liberi cominciarono ad appoggiare la rivoluzione metropolitana, credendo che in questo modo avrebbero potuto ottenere dai bianchi residenti uguali diritti per gli uomini liberi, indipendentemente dal colore della pelle. Tuttavia nel 1790, i piantatori bianchi repressero duramente le rivendicazioni di libertà. E questi, a loro volta, furono costretti ad allearsi, un anno dopo con due altri gruppi: gli schiavi e i neri maroons.

### La Guerra d'Indipendenza
La politica di sangue inaugurata da Leclerc mostrò agli ufficiali di colore che con i francesi non c'era sicurezza per loro. Così dalla notte fra il 13 e il 14 ottobre 1802 il mulatto Pétion e Clerveaux disertarono. Christophe e Dessalines non tardarono a unirsi a loro. Da questo momento le bande che saccheggiavano i campi ebbero dei leader e cominciò la vera guerra di liberazione. Mentre si svolgeva tutto questo, Leclerc morì di febbre gialla e prese il potere il generale Rochambeau.
Pétion riconobbe Dessalines generale in capo dei ribelli (nella conferenza segreta di Arcahaie), e ciò portò la maggior parte dei capi a fare lo stesso. Alla fine del 1802, Dessalines, affiancandosi a Christophe e Pétion, prese la guida della lotta per l'indipendenza e realizzò l'unità dei neri e dei mulatti. Fino al 1803, il Sud aveva assistito agli eventi senza prendervi parte. Alla fine il generale Nicolas Geffrard arrestò il movimento di liberazione. Dessalines svolse un'attività straordinaria dal novembre del 1802 per tutto il nord-est e l'ovest. Dopo aver creato il 18 maggio 1803 la bandiera nazionale, fraternizzò nella pianura di Las Cayes con Geffrard.
La guerra si generalizzò contro l'esercito sempre più ridotto di Rochambeau e in seguito di una serie di campagne (Jérémie, Jacmel, Saint-Marc, Fort-Liberté e Anse-à-Veau), l'11 ottobre, Port-au-Prince capitolò e il 17 Geffrard entrò a Las Cayes. Alla fine del mese, la Francia conservava solo Môle Saint-Nicolas e La Cap, che Dessalnes decise di prendere, concentrando 20 000 uomini a Limbé. Comprendendo che un assedio era preferibile a un'offensiva, il 18 novembre iniziò a bombardare i forti di Breda e di Charrier. Questa campagna terminata il 18 novembre 1803 con una decisiva vittoria haitiana nella Battaglia di Vertières, che obbligò le truppe francesi a capitolare a La Cap. Il 4 dicembre, Rochambeau capitolò a Môle Saint-Nicolas, terminando in questo modo la guerra d'indipendenza.

## Primi anni d'indipendenza
Il 1º gennaio 1804 Dessalines proclamò l'indipendenza a Gonaïves. In questa maniera Haiti divenne il primo Stato indipendente dell'America Latina ed il primo Stato di colore. Dessalines, uno schiavo nero nato nelle piantagioni del Nord, divenne capo nel neo-costituito Stato haitiano. Decise dopo un anno dal suo mandato di auto-proclamarsi imperatore con il nome di Jacques I. L'imperatore diede al suo governo una forte impronta nazionalista e nello stesso tempo cercò di consolidare il suo potere personale creando uno Stato autocratico, simile alla Francia di qualche anno prima. I suoi metodi autoritari, in aggiunta dei combattimenti in tutta l'isola portarono a una decadenza dell'impero, che portò l'est dell'isola a essere recuperato dalla Spagna, mentre nella parte occidentale si ordì un complotto tra i generali Christophe e Petion per assassinare l'imperatore nel 1806.

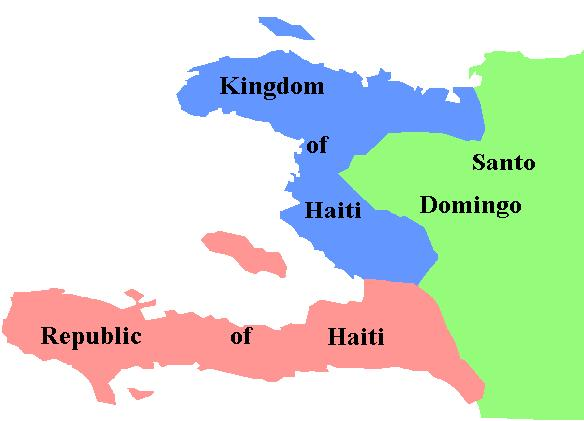
Il Regno di Haiti a Nord e la Repubblica di Haiti a Sud

Gli istigatori del complotto, a causa delle loro divergenze, lottarono per ottenere il comando e questo portò a una divisione del territorio dal 1806 e la guerra si trascinò fino al 1810. Henri Christophe, uno schiavo, stabilì nel nord uno Stato che nel 1811 sarebbe diventato un regno, proclamandosi Henri I; nel Sud il mulatto Alexandre Pétion governò una repubblica, che diede appoggio in armi e soldi a Simón Bolívar, in cambio dell'abolizione della schiavitù in tutti i territori che avesse liberato. Pétion era convinto che solo l'indipendenza di tutta l'America Latina garantiva quella di Haiti, e per questo malvisto dalle potenze europee e dagli Stati Uniti. Morto Pétion nel 1818, il generale Jean Pierre Boyer è eletto presidente della repubblica e quando Henri I si suicida, riconquista il nord del paese nel 1820 consolidando la repubblica.

### Aspetti negativi dell'Indipendenza
Il presidente statunitense Thomas Jefferson, proprietario peraltro di diversi schiavi, non riconobbe l'indipendenza di Haiti. Il Congresso degli Stati Uniti proibì il commercio con Haiti, così come la Spagna e la Francia, ponendo il nuovo Stato in una condizione di blocco e isolandolo dai suoi mercati tradizionali. Del resto ciò non deve stupire, uno Stato formato da un ex colonia, governato dagli schiavi, e per giunta ostile ai bianchi (verso i quali almeno per un trentennio vennero commesse atrocità), era inaccettabile per le potenze coloniali e schiaviste, quali gli Stati Uniti, la Francia, il Portogallo e la Spagna; solo la Gran Bretagna (in funzione anti-francese) mantenne alcuni canali di comunicazione diplomatica ed economica con l'isola.
Haiti ottenne solo nel 1862 il riconoscimento dalla Francia, e solo dopo un esoso e innaturale risarcimento di 150 milioni di franchi in oro, per le piantagioni espropriate dagli schiavi durante la rivoluzione. In seguito fu riconosciuta in maniera inequivocabile anche dal Regno Unito. La rivolta aveva spossessato di enormi proprietà anche la Chiesa, che oltre tutto aveva visto con preoccupazione la rinascita e la diffusione del vudù, inoltre tutti gli ecclesiastici che si erano rifiutati di riconoscere espressamente il nuovo governo dell'isola furono espulsi lasciando solo un esiguo numero di frati cappuccini, e occorsero 60 anni per aspettare che lo Stato di Haiti ottenesse il riconoscimento dallo Stato della Chiesa visto che il governo haitiano aveva preteso sempre non solo il diritto di nomina dei vescovi ma anche un controllo completo sul clero compresi il contenuto dei libri di preghiera, delle prediche e perfino della corrispondenza del clero, nonostante più volte la Santa Sede avesse provato a raggiungere un concordato, soprattutto tra 1842 e 1843 con Giuseppe Rosati, ciò fu raggiunto solo nel 1860. Significativamente il riconoscimento degli Stati Uniti avvenne durante la presidenza di Abraham Lincoln, contemporaneamente alla guerra civile e all'abolizione della schiavitù negli USA. I riconoscimenti diplomatici di Haiti in Sudamerica furono contrastati e talvolta ritirati (su pressione spesso della Chiesa cattolica). Infatti la rivoluzione fu vista con favore dalla generazione di Simón Bolívar, ma poi alcuni governi, come quello della Colombia, ritirarono il riconoscimento; il Venezuela addirittura lo interruppe fino al 1870.
Questo isolamento diplomatico obbligò i primi governi del dopo indipendenza a massicce spese militari e nella costruzione di imponenti fortificazioni, poiché non vi era alcuna garanzia che l'isola non sarebbe stata assalita dai francesi, desiderosi di riconquistarla (in mancanza di un trattato di pace la Francia la considerava ancora una sua colonia), oppure da parte di altre potenze schiaviste.
Un altro grave problema fu quello economico, acuito dal mancato riconoscimento internazionale e dalla derivante difficoltà di aprire l'isola ai commerci e ai capitali internazionali. In particolare la ricchezza di Haiti, durante l'epoca coloniale, derivava dalle piantagioni di zucchero e caffè (e in misura minore indaco, cacao, vaniglia), le quali erano produttive soprattutto grazie al massacrante lavoro a bassissimo prezzo degli schiavi e alla possibilità di esportare il prodotto finito in Europa. Ma queste piantagioni erano state in buona parte distrutte dalla guerra, gli schiavi liberati non volevano tornare a coltivare la canna da zucchero, preferendo coltivazioni meno produttive ma meno sfiancanti, inoltre l'esportazione dei prodotti avveniva più grazie al contrabbando che al commercio, visto che la repubblica (o l'impero) di Haiti per molti stati europei (e i loro imperi coloniali) e per gli USA ufficialmente non esisteva.

## La seconda occupazione della parte orientale dell'isola
Nel 1821, la parte orientale dell'isola, ribellandosi al dominio spagnolo dichiarò la propria indipendenza il 1º dicembre 1821. Approfittando dell'appello di alcuni insorti, Boyer invase il paese nove settimane dopo l'indipendenza, entrò a Santo Domingo il 9 febbraio 1822 e riunì l'isola.
L'occupazione militare durata 22 anni, fino alla caduta di Boyer, è generalmente visto come un periodo di brutalità, anche se la realtà fu più complessa. Durante i ventidue anni avviene l'esproprio dei grandi proprietari terrieri e le riforme per sfavorire le esportazioni di prodotti agricoli, per rendere obbligatorio il servizio militare, limitare l'uso della lingua spagnola e di eliminare tradizioni come il combattimento dei galli. Questo rafforza i sentimenti nazionali dei dominicani, che si differenziarono dagli haitiani per lingua, razza, religione e costumi. Tuttavia questo periodo ha consentito la fine della schiavitù anche nella parte orientale dell'isola.

## Boyer lotta per il riconoscimento dell'indipendenza di Haiti
Nel 1814, re Luigi XVIII inviò tre emissari a Santo Domingo, Dauxion Lavaysee, Draverman Petion e Franco de Medina de Cristopher per far riconoscere la sua autorità. Per alcuni significava solo il ripristino della schiavitù, per altri era solo una missione di spionaggio. Ciò si concluse con la condanna a morte di Franco de Medina. Una seconda missione arriverà nel 1816 con il proposito di estendere un protettorato sull'isola, proponendo Petion come governatore. I due emissari francesi, Fontanges ed Esmangard, furono allontanati, come gli altri. Oltre a questi, più di dieci missioni ufficiali e non ufficiali furono inviate tra il 1816 e il 1823.
Boyer propose un risarcimento da pagare agli ex coloni in cambio del riconoscimento dell'indipendenza. I negoziati, all'inizio, non furono considerati. Al contrario, il nuovo re francese Carlo X firma, il 17 aprile 1825, un decreto che concede l'indipendenza in cambio di un pagamento come risarcimento di 150 milioni di franchi in oro da pagare in cinque anni e una flotta di 14 navi. Tale somma rappresentava 10 anni di entrate fiscali del paese, ma Boyer fu d'accordo. Nel 1826, Haiti fu riconosciuto da quasi tutte le nazioni (tranne gli Stati Uniti). Boyer introdusse una tassa speciale, che divenne molto impopolare, e negoziò un prestito di 30 milioni, mentre invocava la riduzione del debito. Questo fu ridotto a 90 milioni pagabili in trent'anni, nel mese del febbraio del 1838.
Importante legislatore, Boyer fece ratificare un codice rurale nel maggio 1826 che istituiti il capo agrario e le corvée per la manutenzione delle strade. Nel mese di gennaio 1843 il sud del paese si ribellò. Con le truppe sconfitte, Boyer abdicò e fu esiliato il 13 febbraio 1843.

## Instabilità e caos
Approfittando dell'esilio di Boyer, un'insurrezione dominicana cacciò la guarnigione haitiana da Santo Domingo il 27 febbraio 1844 e proclamò l'indipendenza della Repubblica Dominicana dopo 22 anni di occupazione militare. Per tre quarti di secolo, Haiti sprofondò nell'instabilità e nella violenza politica, divisa tra l'élite mulatta - prevalentemente rurale e dominante nel sud - e i neri - i più influenti proprietari terrieri del nord. Inoltre, con alcune eccezioni, i leader non si sono curati della società o dell'economia.
Riviere Hérard, successore di Boyer fu rovesciato dopo quattro mesi. Il Senato scelse poi di non nominare un presidente troppo anziano. Tre anziani o analfabeti si successero in due anni, mentre le rivolte non accennavano a cessare. Il 1º marzo 1847 il Senato elegge Faustin Soulouque, analfabeta nero il quale non era neppure un candidato. Egli si dimostrò presto ambizioso e determinato. Il 25 agosto 1849 il Parlamento lo proclamò imperatore. Diede il via ad una serie di eventi disastrose per il paese. Il pagamento del debito dovette essere interrotto. Iniziò una dura repressione contro i mulatti e governato come un despota per dieci anni. Inoltre fallì due volte per rioccupare militarmente la Repubblica Dominicana. Il 15 gennaio 1859 fu spodestato dal generale mulatto Nicolas Geffrard.
Geffrard restaurò la Repubblica e negoziò un Concordato con la Santa Sede, firmato a Roma il 28 marzo 1860. Haiti fu riconosciuta dagli Stati Uniti da Abraham Lincoln il 5 giugno 1862. Geffrard istituì l'istruzione pubblica e primaria superiore. Con il suo codice rurale del 1863 introdusse le corvée per costruire le strade, canali e fontane. Incoraggiò l'esportazione del cotone e l'esercito fu ridotto della metà. Ma le finanze restarono fragili. Il 31 dicembre 1863, un crimine di stregoneria su una bambina fu ripreso dalla stampa internazionale, da allora, il vudù fu assimilato alla stregoneria. Di fronte a una rivolta di tutta la regione dell'Artibonite, Geffrad rassegnò le dimissioni il 13 marzo 1867.
L'autoritarismo brutale divenne la norma, decisivo in un susseguirsi di rivolte. Il nuovo presidente, Salnave nell'ottobre 1867 incitando la popolazione contro la Camera dei Deputati, la chiuse. Il Nord e il Sud si separarono nel 1868. Gruppi di contadini armati, chiamati "caco" furono organizzati nel Nord. Sempre pronto alla rivolta e alla presa del potere. Diversi colpi di stato si succedettero. L'abbandono era tale che nel giugno 1872 il governo tedesco usò la forza militare per ottenere l'adempimento ad Haiti di un debito verso la Germania.
Nel mese di settembre del 1883, durante una rivolta borghese a Port-au-Prince, il presidente nero Lysius Salomon massacrò 4 000 mulatti. Solo davanti a un eventuale intervento straniero tornò la calma. Solomon, tuttavia, fu in grado di ripristinare le finanze del paese, terminando di pagare i debiti. Sviluppò l'istruzione secondaria e rurale. Davanti a una rivolta a Port-au-Prince, fu costretto all'esilio nel mese di agosto 1888.
Dopo più di un anno di anarchia, Florvil Hyppolite prese il potere. Nel 1891, gli Stati Uniti chiesero di farsi concedere un ponte che si trova nel nord-ovest del paese: il molo San Nicola. Lo stesso anno, prima di un ammutinamento di alcune delle sue guardie, furono massacrate 150 persone. Egli sviluppò la comunicazione telefonica ma sotto il suo governo si sviluppò anche una forte inflazione. Nel 1896, le ribellioni ripresero, mentre Hyppolite morì di attacco cardiaco.
Lo Stato haitiano fu talmente screditato, che nel 1897, in seguito all'arresto di un residente tedesco, la Germania inviò due navi da guerra per chiedere il risarcimento esorbitante di 20 000 dollari e le scuse ufficiali dal Capo dello Stato, Tirésias Simon Sam. Le lotte tra le fazioni militari ripresero. Tra il 1908 e il 1915 si succederanno nove presidenti.

## L'occupazione Usa: 1915-1934

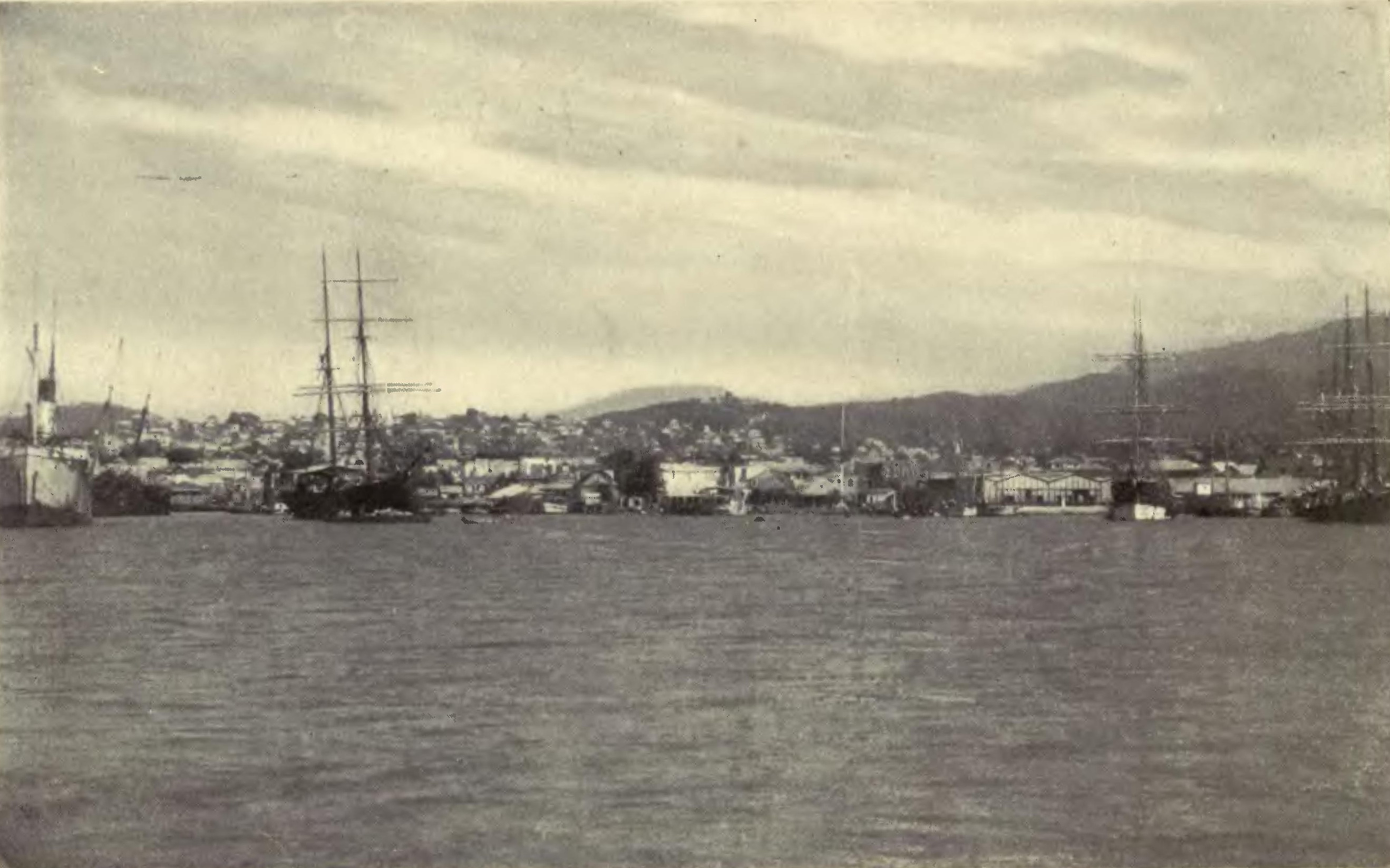
Veduta marittima di Port-au-Prince nel 1907

A partire dal 1908, molte compagnie statunitensi ottennero inique concessioni per la costruzione di ferrovie e lo sviluppo di piantagioni di banane da espropriare ai contadini. Nel 1910, la banca statunitense National City acquisì una quota significativa della Banca della Repubblica di Haiti, banca centrale controllata dal ministero del tesoro e che aveva il monopolio dell'emissione delle banconote.
I possibili effetti su Haiti della prima guerra mondiale allarmarono gli Stati Uniti. La comunità di origine tedesca esercitava un potere economico dominante. La maggior parte del commercio marittimo era detenuto da tedeschi, che erano spesso alleati con le ricche famiglie mulatte locali. Gli Stati Uniti decisero di occupare militarmente Haiti. Il 28 luglio 1915 la folla linciò Villebrun Guillaume Sam, della legazione di Francia, in seguito al massacro di 167 prigionieri politici.
I ribelli "caco" furono guidati da Rosalvo Bobo, che si proclamava fortemente antistatunitense. Il presidente U.S.A. Woodrow Wilson inviò lo stesso giorno i marines a Port-Au-Prince. Sbarcarono sull'isola senza quasi sparare un colpo. In sei settimane, gli Stati Uniti fecero eleggere un presidente, il presidente del Senato Philippe Sudre Dartiguenave e firmarono un trattato, base locale dell'occupazione, e nel quale presero parte dell'amministrazione. L'amministrazione Usa ebbero il diritto di veto sulle decisioni del governo di Haiti e i marines presero servizio nelle province. Così il 40% delle entrate del governo passò sotto il controllo diretto degli Stati Uniti. L'esercito fu sciolto a favore di una forza di polizia, destinata a mantenere l'ordine interno. Gli ufficiali erano tutti statunitensi. Le istituzioni locali, tuttavia, restarono nelle mani degli haitiani.
Nel 1917 il presidente Dartiguenave chiese lo scioglimento della Camera che aveva rifiutato di approvare una Costituzione ispirata dal Segretario della Marina degli Stati Uniti: Franklin Delano Roosevelt. Ciò fu fatto dalla polizia, guidata dal Marine Smedley Butler. Nel 1918 fu approvato con un referendum (cui partecipò però solo il 5% degli elettori). Di ispirazione liberale, permise la proprietà della terra agli stranieri.
Gli occupanti statunitensi erano fortemente razzisti. Questo atteggiamento disseminò particolare sgomento tra l'élite mulatta, costituita da individui francofoni e istruiti. La rabbia generò un nuovo orgoglio razziale, che si espresse attraverso una nuova generazione di storici, di scrittori (come Jacques Rumain) e di artisti. Nel 1918 alcune strade furono costruite mediante le corvée. La reazione popolare fu violenta. Alla fine dell'anno il paese fu in uno stato di insurrezione. I contadini armati, soprannominati "caco" arrivarono a 40 000. Il loro leader era Carlo Magno Peralte, che arrivò ad attaccare la capitale, Port-au-Prince, nell'ottobre 1919. Ci vollero due anni perché i Marines sedassero la ribellione.
In seguito alla brutalità di questa repressione davanti all'opinione pubblica e senza più una giustificazione della guerra contro la Germania, gli Stati Uniti, inviarono nel 1921 una commissione d'inchiesta del Senato statunitense. Nel 1922, approfittando dell'elezione di un altro presidente Louis Borno, fornirono ad Haiti un aiuto politico ed economico in cambio dell'occupazione. S'installa allora, quella che l'opposizione definisce, la doppia dittatura di Louis Borno e dell'alto commissario, il generale John Russel. La politica doganale fu modificata. Le finanze pubbliche furono riorganizzare e il debito ridotto. La moneta locale, il gourde, fu parificato al dollaro, assicurando la stabilità, ma con il rischio di sopravvalutazione.
La National City Bank fu criticato per le pratiche sleali come il rifiuto di pagare al governo di Haiti gli interessi sui depositi, che furono trasferiti a New York. Pagarono gli interessi fino al 1922, ma solo ad un tasso del 2% invece del 3,5% concesso agli altri titolari. Secondo il senatore ed economista Paul Douglas questo equivale ad una perdita di un milione di dollari in interessi. L'amministrazione e l'esercito furono professionalizzati e la corruzione repressa. Le forze di polizia diventarono efficaci.
L'istruzione pubblica, a lungo trascurata, fu ripresa dalle scuola elementare e concentrata sulla formazione professionale, tuttavia ne beneficiarono soprattutto le classi abbienti. Le infrastrutture conobbero una crescita senza precedenti, il sistema telefonico fu installato a Port-au-Prince, i porti furono dotati di moli e fari, il servizio sanitario pubblico fu sviluppato con ospedali e cliniche nel paese. 1 700 km di strade furono create e manutenute. Fu introdotta la coltivazione di sisal e le esportazioni di zucchero e il cotone furono sviluppati. Tuttavia, questa marcia forzata verso la modernità fatta a scapito della democrazia, portò allo scioglimento del Senato. Borno fu rieletto da un Consiglio di Stato formato da membri scelti da lui stesso.
Gli Haitiani mantennero una forte ostilità verso l'occupazione statunitense, che non esitò ad usare le armi. Nel 1929, la crisi economica ridusse le esportazioni agricole, mentre le imposte e le nuove norme non favorirono i contadini. Il 6 dicembre, dei contadini si scontrarono con i Marines. L'opposizione si spezzò. Il presidente statunitense Herbert Hoover propose al Congresso l'invio di una commissione d'inchiesta al fine di ritirarsi da Haiti. Essa fu diretta da William Cameron Forbes. Nell'aprile 1930 fu eletto un presidente provvisorio: le elezioni legislative furono organizzate da Louis Eugene Roy. Nel mese di novembre, Sténio Vincent fu eletto alla presidenza. Le truppe statunitense partirono il 21 agosto 1934. Gli Stati Uniti mantennero il controllo doganale fino al 1946.

## La dittatura di Duvalier
In seguito ci fu un ritorno alle tendenze autoritarie. Due volte, nel 1946 e nel 1950, una giunta militare assicurò il passaggio del potere: nel 1946 fu a favore di Dumarsais Estimé, che fu favorevole ai diritti dei neri e organizzò la mostra internazionale nel dicembre 1949. Nel mese di ottobre 1950, l'esercito organizzò le prime elezioni presidenziali a suffragio universale. La partecipazione degli elettori fu bassa. Il colonnello Paul Magloire fu eletto presidente con il 99% dei voti. Alla fine del suo mandato, nel dicembre del 1956, fu costretto all'esilio.
L'anno 1957 fu turbato da colpi di stato, attacchi e scandali. Il presidente provvisorio Daniel Fignolé fu sconfitto dal capo dell'esercito che si era autonominato presidente un mese prima. Nel settembre del 1957, l'esercito organizzò nuove elezioni: il medico François Duvalier, detto "Papa Doc", fu eletto presidente della Repubblica, con il sostegno dei neri che videro in lui il modo di porre fine al regime dei mulatti.
Fin dall'inizio, François Duvalier impose una politica repressiva, allontanando gli ufficiali inaffidabili dell'esercito, introducendo il divieto di partiti di opposizione, esautorò il Parlamento, esigendo l'autorità di governare per decreti (31 luglio 1958). L'8 aprile 1961 sciolse il Parlamento. Duvalier fuggì da diversi colpi: nel 1958, otto uomini di sorpresa occuparono la caserma Dessalines, a Port-au-Prince, e fece credere di aver portato l'esercito; nel 1959, durante la sua malattia, il suo vice, Barbot, aiutato dai marines statunitensi, impedì lo sbarco di un commando. Ristabilitosi, Duvalier decise di imprigionare Barbot per sedici mesi.
Temendo l'opposizione della Chiesa cattolica Duvalier espulse alcuni dei sacerdoti e due vescovi, venendo scomunicato nel 1961. Nel 1966 Duvalier riprese i contatti con il Vaticano. Duvalier si appoggiava a una Milizia paramilitare: i Volontari per la sicurezza nazionale soprannominati "makout". Con questa guardia pretoriana personale, neutralizzò l'esercito seminando il terrore in tutto il paese e riuscì a soffocare ogni resistenza. Dopo le voci di complotto all'interno dell'esercito, rafforzò la repressione e, il 1º aprile 1964 si proclamò "presidente a vita". Fino alla sua morte rimase a capo di una spietata dittatura (solo per l'anno 1967 si calcolano circa 2000 esecuzioni). Nel febbraio del 1971 François Duvalier organizzò un plebiscito per designare il figlio, Jean-Claude come suo successore.
Molti haitiani presero la strada dell'esilio, soprattutto verso gli Stati Uniti e il Québec. Alla morte di Papa Doc, avvenuta il 21 aprile 1971, Jean-Claude Duvalier, all'età di 19 anni (soprannominato "Baby Doc"), divenne presidente della Repubblica. Avvio di una timida liberalizzazione; Jean-Claude Duvalier, scontentando una parte della classe del Nord che aveva sostenuto il padre, sposò una mulatta il 27 maggio 1980. Il suo regime sprofondò nella corruzione e nell'incompetenza. Il 9 marzo 1983 papa Giovanni Paolo II, in visita ad Haiti, disse in francese: "C'è bisogno di cambiare le cose qui". La Chiesa cominciò a stimolare la riflessione democratica. Nel gennaio 1986, una sollevazione popolare rovesciò il figlio di Duvalier, che andò in esilio in Francia, il 7 febbraio.
Tuttavia, la fine del Duvalier non significò la fine della dittatura. Una giunta militare guidata dal generale Henri Namphy prese il potere. L'esercito e la vecchia milizia repressero nel sangue le manifestazioni e cercarono di uccidere anche un prete attivista: Jean-Bertrand Aristide. Le elezioni del 29 novembre 1987 furono impedite con l'intervento di un gruppo armato. L'esercito organizzò nel mese di gennaio del 1988 nuove elezioni, che furono boicottate. Il presidente eletto, Manigat, fu costretto all'esilio solo dopo due mesi. Nel settembre del 1988, un altro colpo di Stato militare portò al potere il generale Avril. Spinto dalle pressioni americane, andò in esilio nel mese di aprile del 1990, per aprire la strada ad elezioni sotto la supervisione internazionale.

## Un ritorno alla democrazia o al populismo
Jean-Bertrand Aristide, un ex prete, vince il 16 dicembre 1990 con il 67% dei voti. La sua assunzione alla Presidenza della Repubblica da qualche speranza per il popolo haitiano. Ma il 29 settembre 1991 fu rovesciato da una giunta militare capeggiata dal generale Raoul Cedras, aiutato da parte della CIA e del governo di George Bush; Aristide si rifugiò allora negli Stati Uniti. Le Nazioni Unite dichiararono un embargo. Molti rifugiati cominciarono a venire negli Stati Uniti.
Sotto la presidenza di Bill Clinton e con il sostegno del Consiglio di sicurezza delle Nazioni Unite, gli Stati Uniti, in seguito ad una visita da parte dell'ex presidente Jimmy Carter e del generale Colin Powell, inviarono 20 000 soldati americani, che sbarcarono a Haiti il 19 settembre 1994. Il 15 ottobre 1994 il presidente Aristide è reintegrato delle sue funzioni, e nomina primo ministro René Préval, eletto Presidente della Repubblica il 17 dicembre 1995. La Costituzione non dava diritto a un secondo mandato per Aristide.
Il governo Préval affrontò un'opposizione composta dai suoi ex alleati. Il suo mandato fu caratterizzato da numerosi omicidi politici. Aristide fu dichiarato vincitore nelle elezioni presidenziali del 1996 con il 91% dei voti espressi, ma fu accusato di irregolarità e boicottaggio dall'opposizione. Il paese tornò indietro a una situazione più confusa. Il traffico di droga superò il record. Quanto alla classe media, non apprezzò mai l'ex-prete, lamentando la sua imprevedibilità e la sua influenza sulle masse. Nel 2001 dei gruppi formalmente non costituiti attaccarono i sostenitori del governo. Questi reagirono allo stesso modo. La politica affrontò le due parti con la violenza.
Nel 2003 l'opposizione si organizzò sotto il nome di gruppo del 184. Con il sostegno degli studenti, e nonostante la repressione dei suoi sostenitori, Jean-Bertrand Aristide si dimise il 29 febbraio 2004 sotto la pressione dei militari francesi e della Marina Americana, avanguardia di una forza internazionale inviate dall'ONU per ripristinare l'ordine nella capitale. Poco dopo la partenza di Aristide, il presidente della Corte di Cassazione di Haiti, Boniface Alexandre, è, in virtù della Costituzione, Presidente ad interim. "Titid" - come viene chiamato dalla gente del posto - fu accusato di tutti i mali del paese, dell'arricchimento personale e di crimini politici. Esiliato in Africa, Aristide infine trova accoglienza in Sudafrica, lamentandosi che le truppe straniere lo costrinsero a dimettersi e di lasciare il suo elicottero.
Alle elezioni del 7 febbraio 2006, tenutasi sotto la supervisione internazionale, la folla di Port-au-Prince spinse gli organizzatori a dare la vittoria a René Préval al 1º turno. Per questo alla fine Aristide lo nominò suo successore. Frodi vengono rilevati dall'opposizione. Fu investito dei pieni poteri il 13 giugno 2006 e si appellò all'unità nazionale.

## Rivolta del 2024
Nel marzo 2024, a seguito di un'evasione di massa, la capitale Port-au-Prince è caduta sotto il controllo di bande criminali. In pochi giorni, il livello di violenza ha raggiunto un livello tale da giustificare l'evacuazione dell'ambasciata statunitense e del personale diplomatico europeo, oltre alla chiusura del confine terrestre da parte della Repubblica Dominicana. Il 12 marzo si dimette il primo ministro Ariel Henry.